# Reportergen
Ein Reportergen ist ein Gen, mit dessen Hilfe die Expression anderer Gene verfolgt werden kann. Das Reportergen wird dabei meistens nach dem zu untersuchenden Gen, unter demselben Promotor eingeführt. In manchen Fällen ist auch die Aktivität des Promotors an sich von Interesse, ohne ein Zielgen. Dabei wird ein Reporterenzym, ein fluoreszentes Reporterprotein oder ein detektierbares Antigen gelegentlich auch als Fusionsprotein exprimiert. Fluoreszente Reportergene sind besonders in der Fluoreszenzmikroskopie von Bedeutung.

## Bekannte Reportersysteme
- das cat-Gen, codiert für eine Chloramphenicol-Acetyltransferase (CAT)
- das gfp-Gen aus Aequorea victoria, codiert für ein Grün fluoreszierendes Protein (GFP)
- das gusA-Gen aus Escherichia coli, codiert für eine β-Glucuronidase (GUS) (früher bekannt als uidA-Gen)
- das lacZ-Gen aus Escherichia coli, codiert für eine β-Galactosidase (β-Gal), meistens zur Blau-Weiß-Selektion
- die Luciferase-Gene aus Photinus pyralis und Renilla reniformis, codieren für Biolumineszenz-Enzyme
- das Luciferase-Gen aus Oplophorus gracilirostris, einer Tiefseegarnele, codiert für ein Biolumineszenz-Enzym; NanoLuc ist die gentechnisch optimierte 19 kD-Untereinheit der Oploporus-Luciferase[2]
- das Gaussia Luciferase Gen aus Gaussia princeps, einem Ruderfußkrebs, codiert für ein Biolumineszenz-Enzym[3]
- das Aequorin-Gen aus biolumineszenten Quallen der Gattung Aequorea, codiert für ein Photoprotein, das als Calciumsensor eingesetzt wird[4]
- das phoA-Gen aus Escherichia coli, codiert für eine Alkalische Phosphatase (AP)

In den entsprechenden Reportersystemen werden die cDNAs für diese Proteine in geeignete Expressionsvektoren kloniert.

## Beispiel aus der Pflanzenphysiologie
Die cDNA-Sequenz des β-Glucuronidase (GUS)-Enzyms wird hinter die Promotorsequenz des zu untersuchenden Gens gehängt, und dann in eine Pflanze transformiert. Je nach Art des Promotors wird dann in verschiedenen Zelltypen, Entwicklungsstadien oder Umweltbedingungen Glucuronidase exprimiert, die nach Zugabe des künstlichen farblosen Substrates X-Gluc einen blauen Farbstoff herstellt. Mit diesem System kann man Genexpression auf Organ-, Gewebe- und Zellebene verfolgen.